# 埃夫里波斯海峡

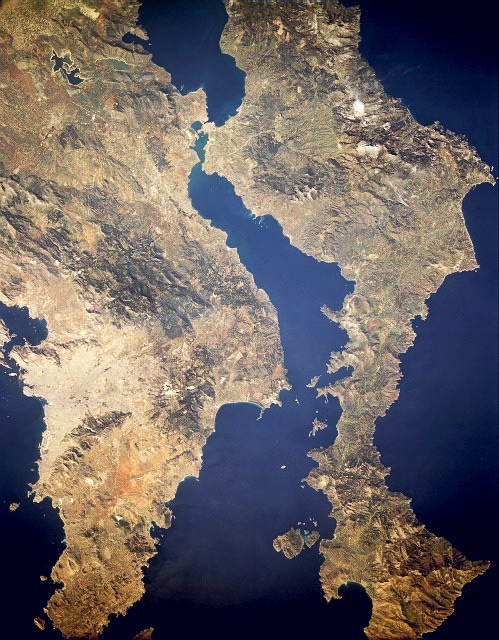
埃夫里波斯海峡卫星照片

埃夫里波斯海峡（希臘語：στενό του Ευρήπς）为希腊大陆与埃维亚岛之间狭长的水道。埃夫里波斯海峡将埃维亚湾分为南北两部分。海峡两岸的主要城镇有哈尔基斯等。

## 交通
埃夫里波斯海峡上有两座跨海大桥，皆位于哈尔基斯。